# Epidemiologija
Epidemiologija je veda o pogostnosti, razporeditvi in vzročnosti pojavljanja kake bolezni ali drugih, za zdravje pomembnih pojavov (poškodbe, alkoholizem, kajenje, prakticiranje nevarne spolnosti itd.) v določeni populaciji in ima ključno vlogo pri oblikovanju in izvajanju javnozdravstvene politike.
Zdravnik specialist, ki deluje na tem področju, se imenuje epidemiolog.

## Zgodovina
Nekateri ključni trenutki zgodovine epidemiologije.
Hipokrat je v že v 5. stoletju pr. n. št. ločil medicino od filozofske špekulacije in praznoverja, tako da je pri njem medicinska praksa temeljila na raziskovanju človeškega telesa. Trdil je, da lahko dobimo za katerokoli bolezen racionalno razlago in tako izpostavil pomembnost, ki jo ima okolje na obstoj in razvoj bolezni. Natanko je opisal simptome nekaterih bolezni, kot so pljučnica in otroška epilepsija, obenem pa je zagovarjal preprosta zdravila, kot so spanje, počitek in zdrava prehrana. Še danes je v zgodovini znanosti poimenovan "oče medicine".
Girolamo Fracastoro, italijanski znanstvenik 16. stoletja, je predstavil osnutek znanstvene teorije o mikroorganizmih kot povzročiteljih bolezni, in to kar 300 let pred Pasteurjevim in Kochovim delom. Svoje trditve je predstavil v delu De Contagione et Contagiosis Morbis (O okužbi in nalezljivih boleznih), v katerem trdi, da bolezni temeljijo na drobcenih telescih, ki se lahko izredno hitro razmnožujejo in se, od bolnih na zdrave, prenašajo preko neposrednega stika, preko različnih materialov ter zraka.
Angleški statistik 17. stoletja John Graunt je v svojem delu med drugim analiziral podatke o epidimiji kuge, ki je v Evropi divjala med letoma 1346 in 1352, in sicer tiste o razlogu in starosti, pri kateri so ljudje umrli. Je avtor ene izmed prvih evropskih del statistike Natural and political observations upon the bill of mortality (Naravna in politična opazovanja glede podatkov umrljivosti), v katero je vključil vse tiste podatke. Dokazal je, na primer, da je bila umrljivost pri otrocih zelo visoka (tretjina otrok je umrla pred 5. letom starosti).
Ko je leta 1714 v Angliji razsajala kravja kuga je zdravnik Thomas Bates ustvaril strategijo, da bi se epidemiji nasprotovalo s sledečimi potezami: zaplinjevanje zavetišč za živali, zakol bolnih živali, počitek kontaminiranih pašnikov.
Angleški kirurg Percival Pott je leta 1775 opravil študije o tuberkolozi in o hrbtenici, in tako ustvaril prvo raziskavo "okupacijske epidemiologije" in "delovni medicini", v povezavi z visoko frekvenco raka na modih pri dimnikarjih. Sicer pa sta prej podobne študije ustvaril tudi italijanski zdravnik Bernardo Ramazzini v 17. stoletju.
Angleški zdravnik Edward Jenner je na koncu 18. stoletja razumel, da so tisti, ki so zboleli za govejimi kozami, so potem bili imuni na črne koze. Po več kot 20 letih raziskav je leta 1796 vbrizgal nekaj gnoja iz pustul tistih, ki so zboleli za govejimi kozami, dečku, ki potem ni dobil črnih koz. To je prvi zgodovinski primer, v katerem je prišlo do preventive preko imunizacije. Na Slovenskem se je cepljenje začelo že leta 1800.
Na Zahodu je še v drugi polovici 19. stoletja prevladovala razlaga, da nalezljive bolezni povzročajo miazme (»slab zrak«), ki se širijo od razpadajočih trupel. Angleški zdravnik John Snow pa je med epidemijo kolere v Londonu leta 1849 izvedel prvo sistematično epidemiološko študijo na svetu in pravilno povezal pojavnost bolezni z onesnaženostjo pitne vode. Ob naslednjem izbruhu je identificiral točnega krivca – vodno črpalko, ki je črpala iz rezervoarja, v katerega je pronicala voda iz greznice. Vendar pa je trditev o prenosu bolezni z zauživanjem fekalij preveč nespodobna za takratno družbo, zato so jo vzeli resno šele po njegovi smrti. Njegovo delo je vodilo v korenite spremembe pri vodovodnem in kanalizacijskem sistemu Londona, kar so kasneje posnemali tudi v drugih mestih, s tem pa se je korenito izboljšalo javno zdravje po vsem svetu.
Teorijo mikroorganizmov kot prenašalcev bolezni so razvili Jacob Henle, Louis Pasteur in Robert Koch, očetje moderne medicine.
Danski zdravnik Peter Panum je dotedanje teorije nalezljivih bolezni vključil v študijo o primeru okužb z ošpicam, ki se je leta 1846 zgodil na Ferskih otokih, med Škotsko in Islandijo. Ob tem je primerjal imuno dansko prebivalstvo s tistim Ferskih otokov ter prišel do nekaterih bistvenih elementov, kot so nalezljivost povzročiteljev bolezni in receptivnost s strani oseb. Izračunal je tudi inkubacijsko dobo bolezni (13-14 dni). Ta študija danes sodi med klasike zgodovine epidemiologije.
Leta 1880 sta Daniel Salmon in Frederick Kilborne v ZDA opazila, da je bila prisotnost klopa Boophilus annulatus povezana s kravjo boleznijo, katere pravi povzročitelj bolezni je bil odkrit šele nekaj let kasneje. Preko svojega dela sta uspela ustvariti načrt kontrole bolezni, preden se sploh pozna njen razlog. V istem obdobju sta bili na Angleškem izkoreninjeni kravja kuga (1877) in poprsnična pljučnica (1898).
Druga polovica 20. stoletja predstavlja začetek moderne epidemiologije. Med najpomembnejše dogodke človeške medicine spadajo masovno cepljenje proti ohromelosti, izkoreninjenost črnih koz, dokaz povezave med tobakom in srčnimi ter dihalnimi bolezni, pojav novih bolezni (AIDS). Predvsem preko epidemioloških metod so znanstveniki raziskovali nove bolezni ter jih čim prej nadzirali, glede na možne situacije in sredstva. V sodobnem času je prišlo do nove vede, in sicer molekulske epidemiologije, ki preko povezave z molekulsko biologijo pomaga predvsem pri ozdravitvi kroničnih, tumornih in nalezljivih bolezni.